# Moss
Moss – norweskie miasto i gmina leżąca w okręgu Østfold.
Moss jest 414. norweską gminą pod względem powierzchni.

## Położenie

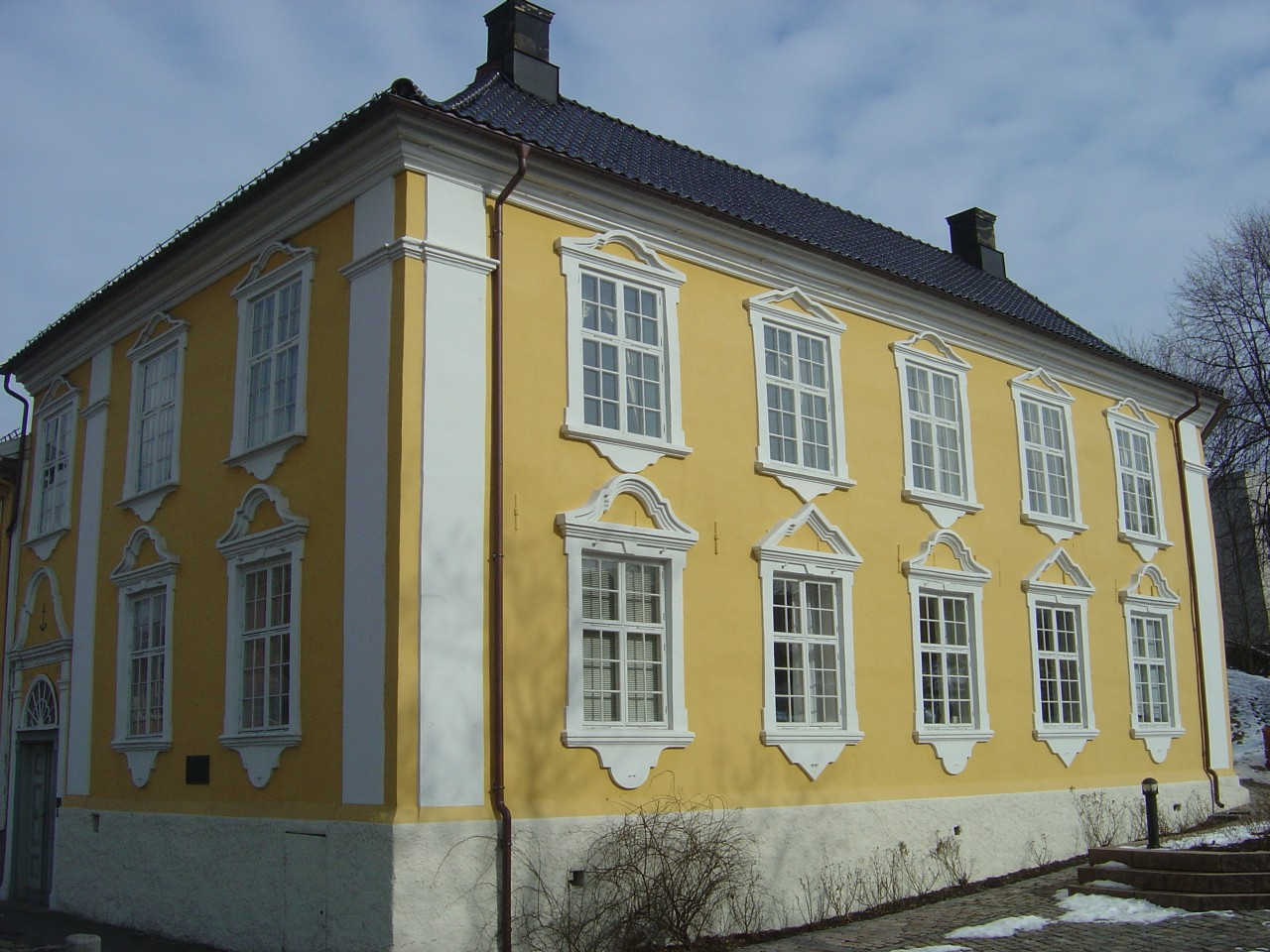
Budynek administracyjny fabryki metalurgicznej w Moss, miejsce podpisania układu z Moss

Jest to miasto portowe, położone w południowej Norwegii (59°27′N 10°42′E), ok. 60 km na południowy wschód od Oslo.
Część miasta i gminy (pow. 19 km² z 12 tysiącami mieszkańców) położona jest na największej wyspie fiordu Oslofjord – Jeløya, (niegdyś półwyspie, oddzielonym od lądu stałego dwudziestometrowej szerokości kanałem przekopanym w latach 1853–56); do gminy należy także m.in. wyspa Dillingøy na jeziorze Vansjø na wschód od miasta.
W odległości 13 km w kierunku południowo-wschodnim od miasta znajduje się Port lotniczy Moss-Rygge otwarty 8 października 2007 roku.

## Historia
Pierwsze wzmianki o Moss pochodzą z okresu renesansu, a ośrodkiem administracyjnym osada stała się w 1720 roku. 14 sierpnia 1814 podpisano tutaj układ z Moss, ustanawiający unię Norwegii ze Szwecją, w związku z czym 14 sierpnia ustanowiono "dniem flagi" – świętem miasta i gminy Moss. W 1943 do gminy przyłączono samodzielną wówczas jeszcze gminę Jeløy – fragment wyspy Jeløya poza samym miastem Moss – z czterema tysiącami mieszkańców.

## Demografia
Według danych z roku 2005 gminę zamieszkuje 28 040 osób. Gęstość zaludnienia wynosi 444,23 os./km². Pod względem zaludnienia Moss zajmuje 27. miejsce wśród norweskich gmin.
| ludność stan na 1 stycznia 2005 |         |           |        |
|                                 | kobiety | mężczyźni | razem  |
| osób                            | 13 669  | 14 371    | 28 040 |
| %                               | 48,75%  | 51,25%    | 100%   |

| wykształcenie stan na 1 października 2004 |        |         |        |        |
|                                           | podst. | średnie | wyższe | niezn. |
| osób                                      | 4590   | 12 355  | 4879   | 779    |
| %                                         | 20,31% | 54,66%  | 21,59% | 3,45%  |

| Liczba mieszkańców gminy Moss według spisów w XVIII – XX wieku | Liczba mieszkańców gminy Moss według spisów w XVIII – XX wieku | Liczba mieszkańców gminy Moss według spisów w XVIII – XX wieku | Liczba mieszkańców gminy Moss według spisów w XVIII – XX wieku | Liczba mieszkańców gminy Moss według spisów w XVIII – XX wieku |
| -------------------------------------------------------------- | -------------------------------------------------------------- | -------------------------------------------------------------- | -------------------------------------------------------------- | -------------------------------------------------------------- |
| 15 sierpnia 1769                                               | 1 lutego 1801                                                  | 3 grudnia 1900                                                 | 1 grudnia 1950                                                 | 3 listopada 2001                                               |
| 2 382                                                          | 3126                                                           | 12 029                                                         | 18 489                                                         | 27 329                                                         |

## Edukacja
Według danych z 1 października 2004:
- liczba szkół podstawowych (norw. grunnskolar): 14
- liczba uczniów szkół podst.: 3567

## Władze gminy
Według danych na rok 2011 administratorem gminy (norw. rådmann) jest Bente Hedum, natomiast burmistrzem (norw. ordfører, d. borgermester) jest Paul Erik Krogsvold.

## Gospodarka
W Moss i okolicach zlokalizowane są fabryki, m.in. przemysłu metalurgicznego, papierniczego, szklarskiego; na Dillingøy mieści się ośrodek cywilnej służby zastępczej dla poborowych. Wśród zakładów przemysłowych mających siedzibę w Moss jest też m.in. producent specjalistycznej odzieży, przeznaczonej dla osób działających w ekstremalnie trudnych warunkach (np. wyprawy polarne, wysokogórskie, żeglarstwo oceaniczne) – "Helly-Hansen".

## Sport
- Moss FK – klub piłkarski